# Dead cat strategy
Dead cat strategy, eller deadcatting, är att introducera ett dramatiskt, chockerande eller sensationellt samtalsämne för att avleda uppmärksamheten från något som man vill undvika att tala om.
Strategin eller metaforen är förknippad med den australiske politiske strategen Lynton Crosby(en) och har blivit känd genom att den tillämpats av bland annat Boris Johnson och Donald Trump. I svensk press har händelser där strategin tillämpats beskrivits som ett "döda katten"-drama.
Boris Johnson anlitade Crosby som sin kampanjledare vid borgmästarvalen i London 2008 och 2012, och beskrev hans råd på följande sätt:
| ” | There is one thing that is absolutely certain about throwing a dead cat on the dining room table – and I don’t mean that people will be outraged, alarmed, disgusted. That is true, but irrelevant. The key point, says my Australian friend, is that everyone will shout, ‘Jeez, mate, there’s a dead cat on the table!’ In other words, they will be talking about the dead cat – the thing you want them to talk about – and they will not be talking about the issue that has been causing you so much grief. Det finns något som är absolut säkert med att slänga upp en död katt på ett middagsbord - och jag menar inte att människor blir arga, upprörda eller upplever avsky. Det är sant, men irrelevant. Det viktiga är, säger min australiske vän, att alla kommer att ropa "Titta, det är en död katt på bordet!". Med andra ord, de kommer att prata om den döda katten - det som du vill att de ska prata om, och de kommer inte att prata om det som du oroade dig för. | „ |

## Exempel
Ett EU-förslag 2013 om att begränsa bonusar i bankvärlden jämfördes med en död katt av Boris Johnson, som citerade Crosby och beskrev förslaget som ett försök att dra uppmärksamheten bort från arbetslöshetsstatistik i Spanien.
År 2016 anklagades Donald Trump för att kritisera rollbesättningen i musikalen Hamilton för att dra bort uppmärksamheten från ett rättsfall, vilket CNN beskrev som en "utomordentligt illaluktande död katt". Hans uttalanden 2017 angående anklagelser om avlyssning i Trump Tower jämfördes också med Crosby's strategi.